# Lodbrok (1771)
Lodbrok var en turuma, en typ av skärgårdsfregatt, konstruerad av Fredrik Henrik af Chapman och byggd 1771. Hon är uppkallad efter Ragnar Lodbrok.

## Tjänstgöringshistoria
Lodbrok tjänstgjorde i Gustav III:s ryska krig (1788–1790) och deltog i första slaget vid Svensksund. Den byggdes om som lasarettsfartyg under 1790 och slopades eller skrevs av 1806.

## Bilder

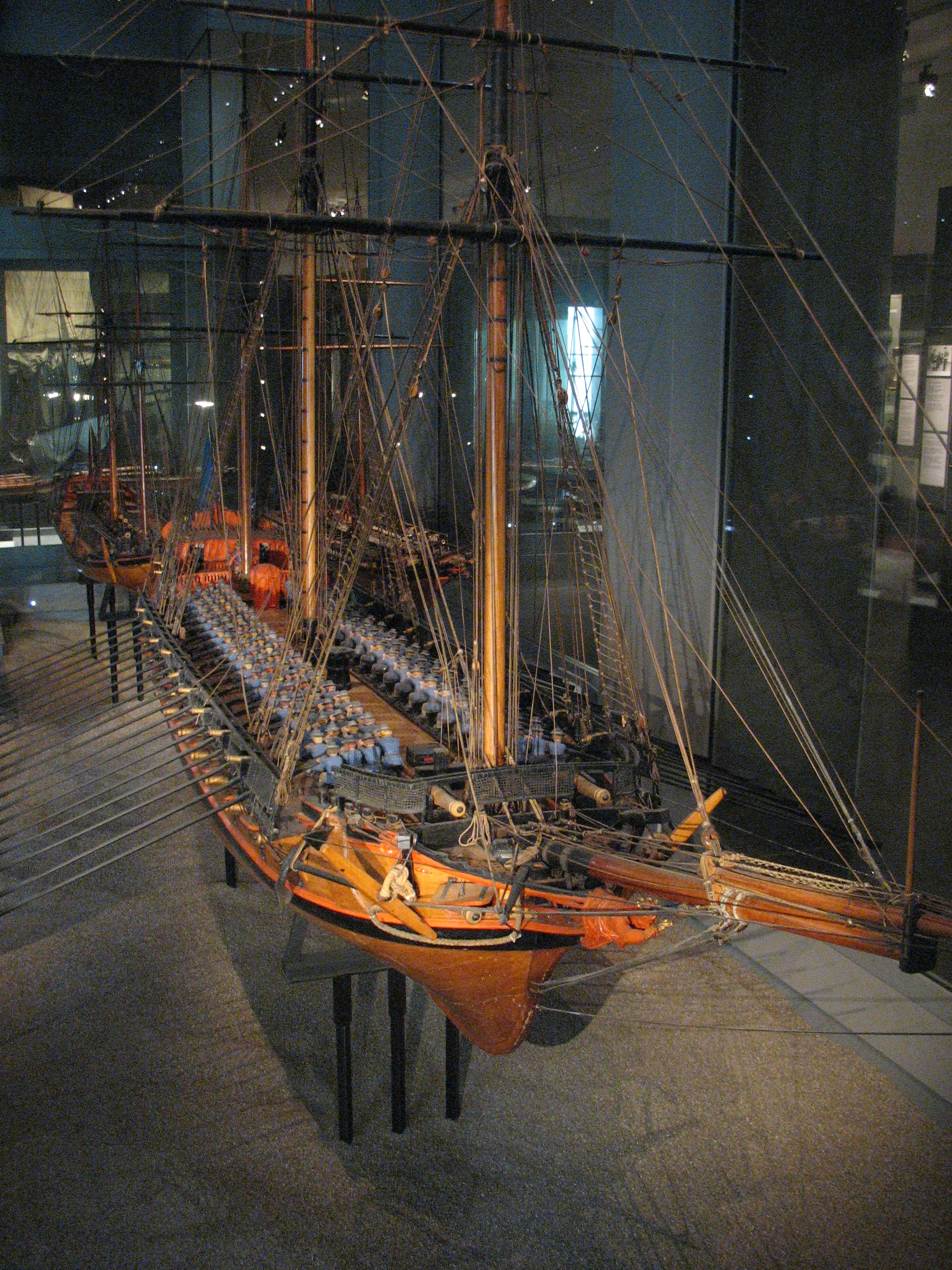
Samtida modell av turuman Lodbrok (byggd 1771) i Sjöhistoriska museet i Stockholm.